# سينت نيكلاس
سينت نيكلاس (بالهولندية: Sint-Niklaas) هي مدينة وبلدية في بلجيكا تقع في محافظة فلاندر الشرقية. يبلغ عدد سكانها 76.756 نسمة وفق إحصاء سنة 2018.
سينت نيكلاس هي عاصمة ومدينة رئيسية في منطقة فاسلاند، الممتدة بين مقاطعتي فلاندر الشرقية وأنتفيرب. تشتهر المدينة بأكبر ساحة سوق في بلجيكا، والتي ضمت في وقت ما أكبر شجرة عيد ميلاد وأكبر بيضة عيد فصح في أوروبا.